# Eunidia rufuloides
Eunidia rufuloides är en skalbaggsart som beskrevs av Stefan von Breuning 1939. Eunidia rufuloides ingår i släktet Eunidia och familjen långhorningar.
Artens utbredningsområde är:
- Moçambique.
- Zimbabwe.

Inga underarter finns listade i Catalogue of Life.